# .ca
.ca is het topleveldomein van Canada. Registranten van .ca-domeinen moeten aan de Canadese aanwezigheidseisen, zoals bepaald door het register, voldoen. Voorbeelden van geldige entiteiten zijn:
- meerderjarige Canadese burgers;
- een permanente inwoner van Canada;
- een legale Canadese organisatie;
- Inuits en andere oorspronkelijke bewoners van Canada;
- overheidsinstellingen

Registranten kunnen domeinen zowel op het tweede niveau (example.ca) registreren, of op het derde niveau: dan wordt gebruikgemaakt van een van de geografische second-level domeinen (zie onder).
De verantwoordelijkheid voor het .ca-domein werd in 1988 door Jon Postel (medewerker van het IANA) overgedragen aan John Demco van de University of British Columbia.
In 1997 werd op de jaarlijkse conferentie van Canadese internetgebruikers besloten het registratieproces te versoepelen en te verbeteren. Sinds 1 december 2000 is de stichting Canadian Internet Registration Authority (CIRA) verantwoordelijk voor het beheer van het .ca-domein. Registraties worden geregeld via gecertificeerde registrars.

## Domeinen op het tweede niveau
De volgende second-level domeinen zijn een overblijfsel uit de tijd voordat CIRA verantwoordelijk werd voor het .ca-domein. Landelijk opererende bedrijven werden direct op het tweede niveau geregistreerd, bedrijven die slechts in één provincie of territorium opereerden waren verplicht een domeinnaam op het derde niveau te registreren.
- .ab.ca — Alberta
- .bc.ca — Brits-Columbia
- .mb.ca — Manitoba
- .nb.ca — New Brunswick
- .nf.ca — Newfoundland (nieuwe registraties tegenwoordig onder .nl.ca)
- .nl.ca — Newfoundland en Labrador
- .ns.ca — Nova Scotia
- .nt.ca — Northwest Territories
- .nu.ca — Nunavut
- .on.ca — Ontario
- .pe.ca — Prince Edward Island
- .qc.ca — Québec
- .sk.ca — Saskatchewan
- .yk.ca — Yukon